# Channeled Scablands

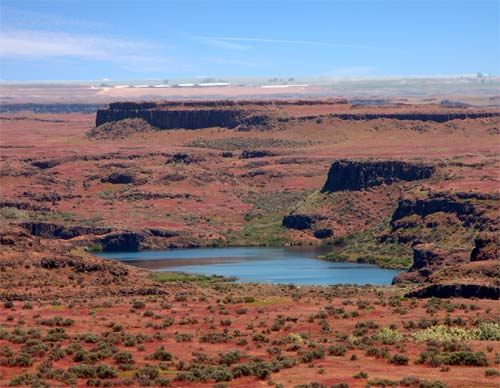
Drumheller Channels

Channeled Scablands – unikatowa erozyjna rzeźba terenu, znajdująca się w stanie Waszyngton w Stanach Zjednoczonych. Została ona utworzona przez katastrofalne powodzie, których źródłem było jezioro Missoula w stanie Montana. Woda z jeziora przetoczyła się przez wschodnią część stanu Waszyngton oraz Płaskowyż Columbia. Po raz pierwszy termin Channeled Scablands został użyty przez amerykańskiego geologa J Harlena Bretza w serii artykułów z lat 20. XX wieku. Debata nad pochodzeniem Channeled Scablands trwała przez 40 lat.

## Charakterystyka obszaru
Doliny rzeczne charakteryzują się przekrojem V-kształtnym, a polodowcowe U-kształtnym. Natomiast Channeled Scablands ma prostokątny przekrój i rozciąga się na ogromnym obszarze wschodniej części stanu Waszyngton. Obszar charakteryzuje się unikatowym wzorem drenażowym, który rozpoczyna się na północnym wschodzie, a kończy na południowym zachodzie. Erozja kanałów ukazuje ich połączenie oraz oplatanie tego regionu. Ponadto na całym obszarze powstały ogromne dziury i zmarszczki, które są znacznie większe niż te powstające przy zwykłych rzekach. W początkowym okresie badań nikt nie potrafił wysunąć teorii, która by wyjaśniała powstanie tej formy terenu.

## Badania
Badania J Harlena Bretza, prowadzone na początku lat 20. XX wieku, doprowadziły do wysunięcia przez niego teorii, że Channeled Scablands powstał przez krótki, ale ogromny przepływ wody. Jednak Bretz nie wyjaśnił, skąd ta woda miałaby pochodzić (Bretz nigdy nie prowadził badań nt. pochodzenia źródła wody, która ukształtowała teren Channeled Scablands). Teoria Bretza spotkała się z wielką krytyką w ówczesnym środowisku geologicznym.
Dopiero w roku 1925 Joseph Pardee zasugerował, że ogromne ilości wody mogły pochodzić z polodowcowego jeziora. Pardee kontynuował badania przez kolejne 30 lat. Zgromadzone dowody pozwoliły mu ustalić, że źródłem wody było jezioro Missoula, które przyczyniło się do powstania unikatowej formy terenu.
W latach 70. XX wieku teoria Bretza doczekała się solidnych postaw naukowych. Jednak teorie Bretza i Pardee’a zostały zaakceptowane po kolejnych kilkunastu latach badań i debat naukowych. W końcu w roku 1979 J Harlen Bretz za swoje badania został nagrodzony przez Geological Society of America medalem Penrose.